# Nový ateismus

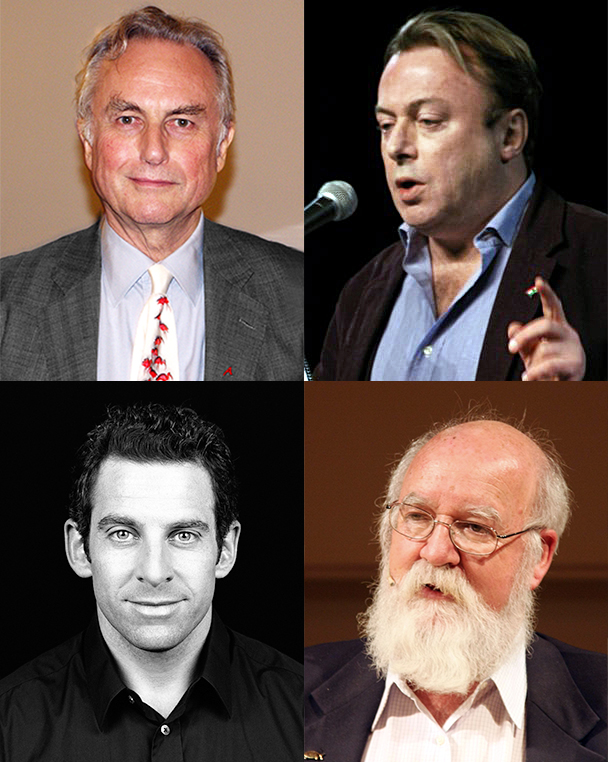
Richard Dawkins, Christopher Hitchens, Sam Harris a Daniel Dennett.

Nový ateismus (anglicky New Atheism) je přesvědčení, že „náboženství by nemělo být tolerované, ale mělo by se kritizovat a vystavovat ho racionálním argumentům ve všech případech, kdy vzroste jeho vliv.“ Představitelé nového ateismu tvrdí, že nedávné vědecké pokroky vyžadují méně vstřícný postoj k náboženství, pověrám a náboženskému fanatismu, než jaký zastávali mnozí tradiční sekularisté. Termín „nový ateismus“ poprvé užil agnostický novinář Gary Wolf v roce 2006.
Nový ateismus vede k a v mnohém se překrývá se sekulárním humanismem a antiteismem, zvláště pak v kritice toho, co mnozí „noví ateisté“ považují za indoktrinaci dětí.

## Představitelé

### „Čtyři jezdci nového ateismu“
Za „čtyři jezdce nového ateismu“ jsou považováni biolog Richard Dawkins, filozof Daniel Dennett, neurovědec Sam Harris a novinář Christopher Hitchens. Toto pojmenování je narážka na čtyři jezdce Apokalypsy a bylo poprvé použito jako název DVD záznamu debaty těchto čtyř osobností z roku 2007. Tito autoři v letech 2004–2007 vydali několik bestsellerů, ve kterých vyjadřovali své názory na náboženství.

### Další představitelé
- Lawrence M. Krauss (fyzik, cosmolog, autor knihy „Vesmír z ničeho“ a spoluautor dokumentu Nevěřící)
- Jerry Allen Coyne (biolog, autor knihy „Why Evolution Is True“ (doslovný překlad Proč je evoluce pravda)[6]
- Steven Pinker (kognitivní vědec, lingvista a psycholog)
- Anthony Clifford Grayling (filosof)
- Dan Baker (bývalý kazatel, nyní ateistický aktivista, viceprezident organizace Freedom From Religion Foundation[7] a autor řady knih)
- Matt Dillahunty (ateistický aktivista a jeden z autorů show „The Atheist Experience“)[8]
- David Silverman (aktivista) (bývalý prezident organizace American Atheists a autor)[9]
- Seth Andrews (autor podcastu „The Thinking Atheist“ a několika knih)

## Východiska
Noví ateisté vycházejí převážně z vědeckého hlediska. Avšak zatímco mnozí dřívější autoři soudili, že věda se pojmem „Boha“ zabývat nepotřebuje či toho dokonce není schopna, Richard Dawkins oponuje s tím, že „hypotéza Boha“ je řádná vědecká hypotéza s projevy v hmotném světě a jako každá jiná hypotéza může být testována a vyvrácena. Podle Victora Stengera je osobní abrahámovský Bůh vědeckou hypotézou, již lze testovat standardními vědeckými postupy. Dawkins i Stenger tedy docházejí k závěru, že hypotéza v žádném takovém testu neobstojí a že naturalismus postačuje k vysvětlení všeho, co ve vesmíru pozorujeme, od nejvzdálenějších galaxií po původ života, druhů a dokonce i fungování mozku a vědomí. Podle jejich mínění není pro pochopení skutečnosti nikde nutné zavádět Boha či nadpřirozeno.

## Historie
Počátky hnutí se často datují do roku 2004, kdy Sam Harris vydal knihu The End of Faith: Religion, Terror, and the Future of Reason (česky doslova Konec víry: Náboženství, hrůza a budoucnost rozumu). V roce 2006 vydal další knihu, Letter to a Christian Nation (česky doslova Dopis křesťanskému národu) a v témže roce vydal Richard Dawkins knihu Boží blud, která se na žebříčku bestsellerů The New York Times držela 51 týdnů. Názvy „nový ateismus“ a „noví ateisté“ se objevily v listopadu 2006 v článku časopisu Wired. Dalšími knihami jsou Breaking the Spell: Religion as a Natural Phenomenon (česky doslova Prolomení kletby: náboženství jako přirozený fenomén) Daniela Dennetta z roku 2006; God: The Failed Hypothesis (česky doslova Bůh: nesprávná hypotéza) od Victora J. Stengera z roku 2007; a Bůh není veliký od Christophera Hitchense z roku 2007.
Do nového ateismu můžeme rovněž zařadit i anglický pojem "spiritual but not religious", pro nějž se již také vžila zkratka SBNR. V USA jde o tzv. ateistické církve, ateistické kostely či společenství využívající nových forem prožitku, například užívání konopí.